# Stanhopea reichenbachiana
Stanhopea reichenbachiana là một loài lan có mặt từ miền tây Colombia to Ecuador.

## Hình ảnh

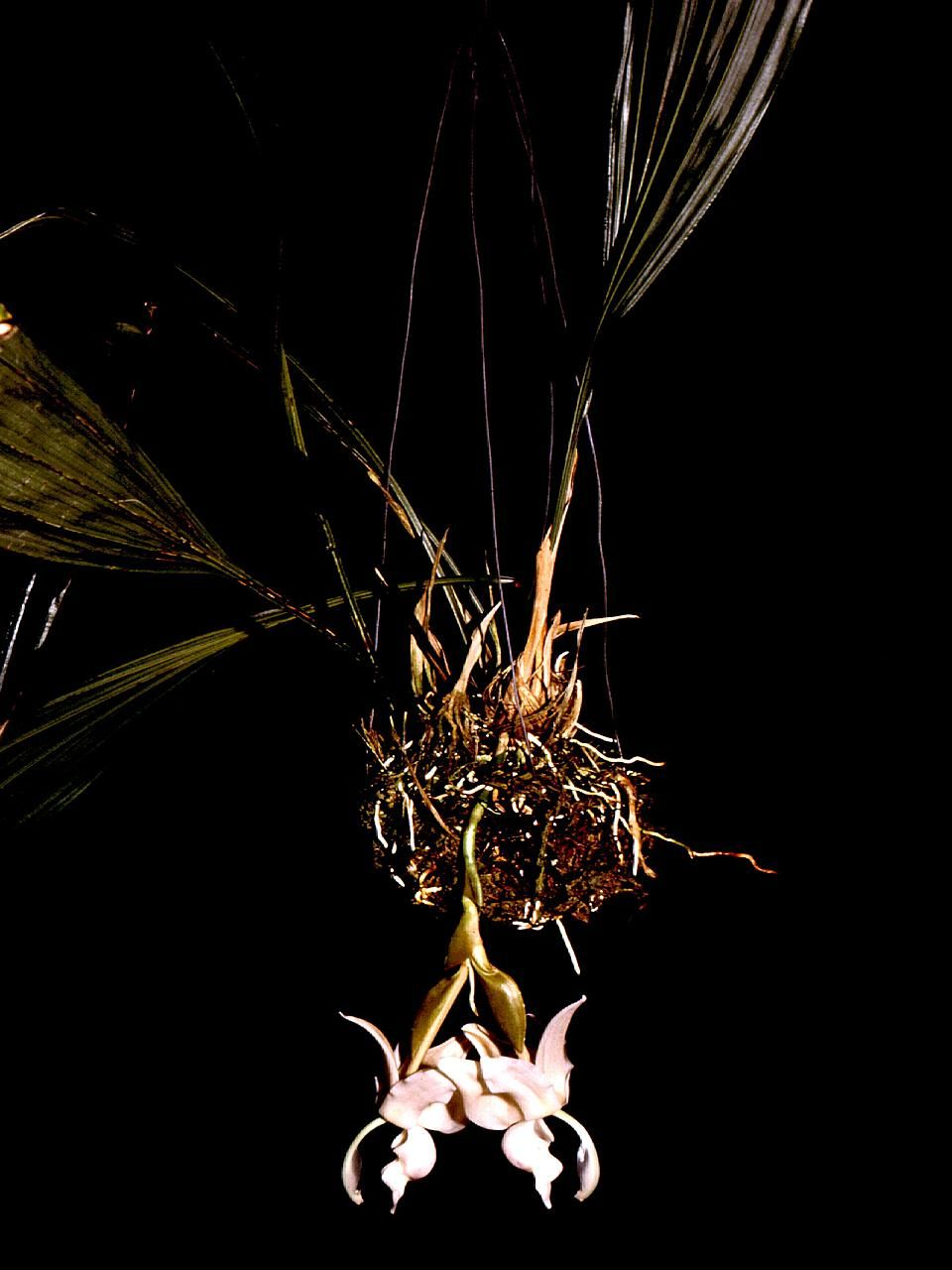
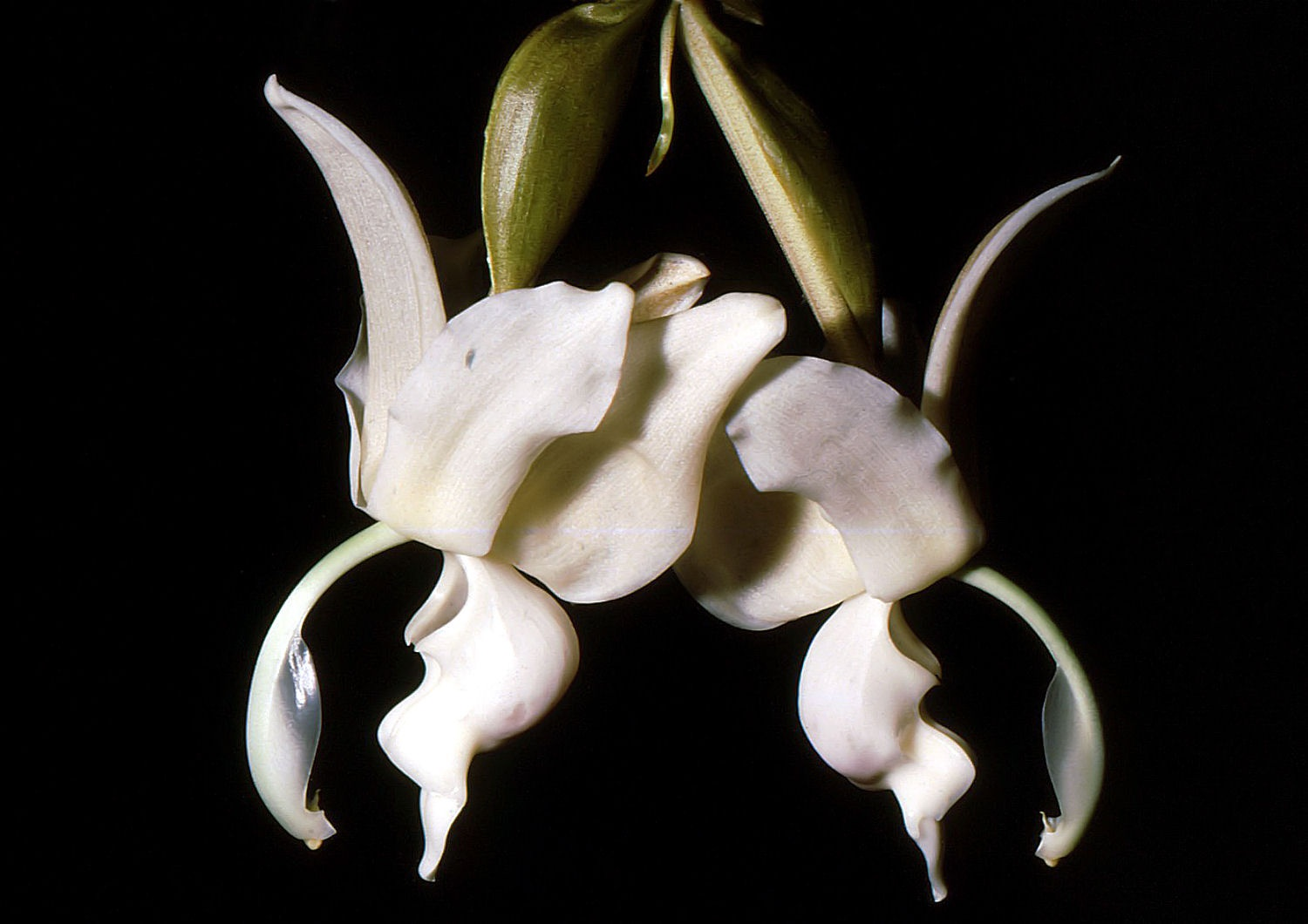